# RLGS 10–11
Die normalspurigen Tenderlokomotiven RLGS 10–11 waren Dampflokomotiven für den gemischten Betrieb und wurden von Borsig 1916 für die Reinickendorf-Liebenwalder-Groß-Schönebecker Eisenbahn AG (RLGS) gebaut. Die RLGS und damit die Lokomotiven wurden nach 1925 von der Niederbarnimer Eisenbahn übernommen und trugen dann die Bezeichnung NbE 03–04.
Durch Verstaatlichung gelangten sie 1949 zur Deutschen Reichsbahn und wurden als 91 6590–6591 bezeichnet. Beide wurden ausgemustert und verschrottet.

## Geschichte

### Niederbarnimer Eisenbahn 03–04
Die Reinickendorf-Liebenwalder-Groß-Schönebecker Eisenbahn AG (RLGS) erhielt 1916 von Borsig eine Heißdampf-Lokomotive mit der Achsfolge C1’, die vom Aufbau her den preußischen T 9.1 ähnlich war. Sie erhielt die Betriebsnummer 10.
Im gleichen Jahr bestellte die Gesellschaft eine zweite Lokomotive, die mit der Betriebsnummer 11 eingestellt wurde. 1925 wurde die RLGS von der Niederbarnimer Eisenbahn (NbE) übernommen, die Lokomotiven bekamen die neuen Betriebsnummern 03–04.
Die Laufeigenschaften waren wenig zufriedenstellend. Daher hat die NbE zur Verbesserung des Massenausgleiches die Gegengewichte der Kuppelräder aufgebohrt.

### Deutsche Reichsbahn 91 6590–6591
Nach dem Zweiten Weltkrieg war die 03 einsatzfähig, die 04 befand sich nach einem Bombentreffer im Schadlokpark. 1949 wurden sie von der Deutschen Reichsbahn übernommen. Auf Grund ihrer Achsfolge hätten sie in die Reihe 90 eingefügt werden müssen, sie bekamen jedoch die Betriebsnummern 91 6590–6591.
Bei der weiteren Verwendung der 91 6591 gibt es verschiedene Angaben: eine Quelle besagt, die Lok wäre 1955 an das Stahlwerk Gröditz verkauft  und dort einige Zeit als Werklok 7 eingesetzt worden, eine andere Quelle gibt die Lok als ständig im Schadpark der DR stehend bis zu ihrer Verschrottung 1963 an. Der Grund für die fast 20 Jahre währende Abstellzeit wird mit ungeklärten Eigentumsverhältnissen über das Vermögen der NbE angegeben.
Die 91 6590, die 1950 in Basdorf beheimatet war, wurde 1953 nach Frankfurt (Oder) abgegeben. Dort blieb sie bis 1957, kam nach Berlin-Pankow und Berlin-Lichtenberg, wo sie 1965 ausgemustert und verschrottet wurde.

## Konstruktion
Die beiden Lokomotiven besaßen viele Merkmale des Baustiles der Preußischen Staatseisenbahnen. Sie besaßen einen Blechrahmen, dessen Rahmenwangen von vorderer bis hinterer Pufferbohle durchliefen. Im Bereich der Laufachse war eine große Aussparung zwecks Massenreduzierung vorhanden. Der Laufradsatz des Laufwerkes war als Adamsachse ausgebildet, der zweite Kuppelradsatz war die Antriebsachse. Die innere Steuerung arbeitete mit Regelkolbenschieber, sie besaßen einen Druckausgleich.
Der Kessel war nach preußischen Normen mit einem Überhitzer Bauart Schmidt. Auf dem Dampfsammelkasten war ein Luftsaugeventil angebracht, was der Kühlung der Überhitzerrohre bei geschlossenem Regler dienen sollte. Der Langkessel mit dem Sicherheitsventil der Bauart Ramsbotton trug in der Mitte den Dampfdom mit Regler und dahinter einen Sandkasten. Der Stehkessel war im unteren Bereich zwischen den Rahmenwangen eingezogen, er besaß eine Feuerbüchse aus Kupfer. Die Rauchkammer besaß den gleichen Durchmesser wie der Langkessel und trug einen langen konischen Schornstein. Zur Kesselspeisung dienten zwei Strahlpumpen Bauart Strube. Hinter dem Führerhaus war der Kohlenkasten angeordnet, bei der Deutschen Reichsbahn bekam er einen großen Aufsatz für die Braunkohlefeuerung. Die Wasservorräte waren in seitlichen Tanks untergebracht, die bis zur Mitte des Kessels reichten.
Die gekuppelten Radsätze wurden einseitig abgebremst. Die Druckluft für die indirekte Bremse wurde von einer Luftpumpe erzeugt, ursprünglich saß sie auf der linken Seite hinter der Rauchkammer, später wurde sie auf die rechte Seite gesetzt. Gesandet wurde die Treibachse von vorn und der dritte Radsatz von hinten. Ursprünglich besaßen die Loks Petroleumbeleuchtung, später wurde diese durch eine elektrische Beleuchtung mit einem Turbogenerator ersetzt.